# Liste des gares de Bretagne

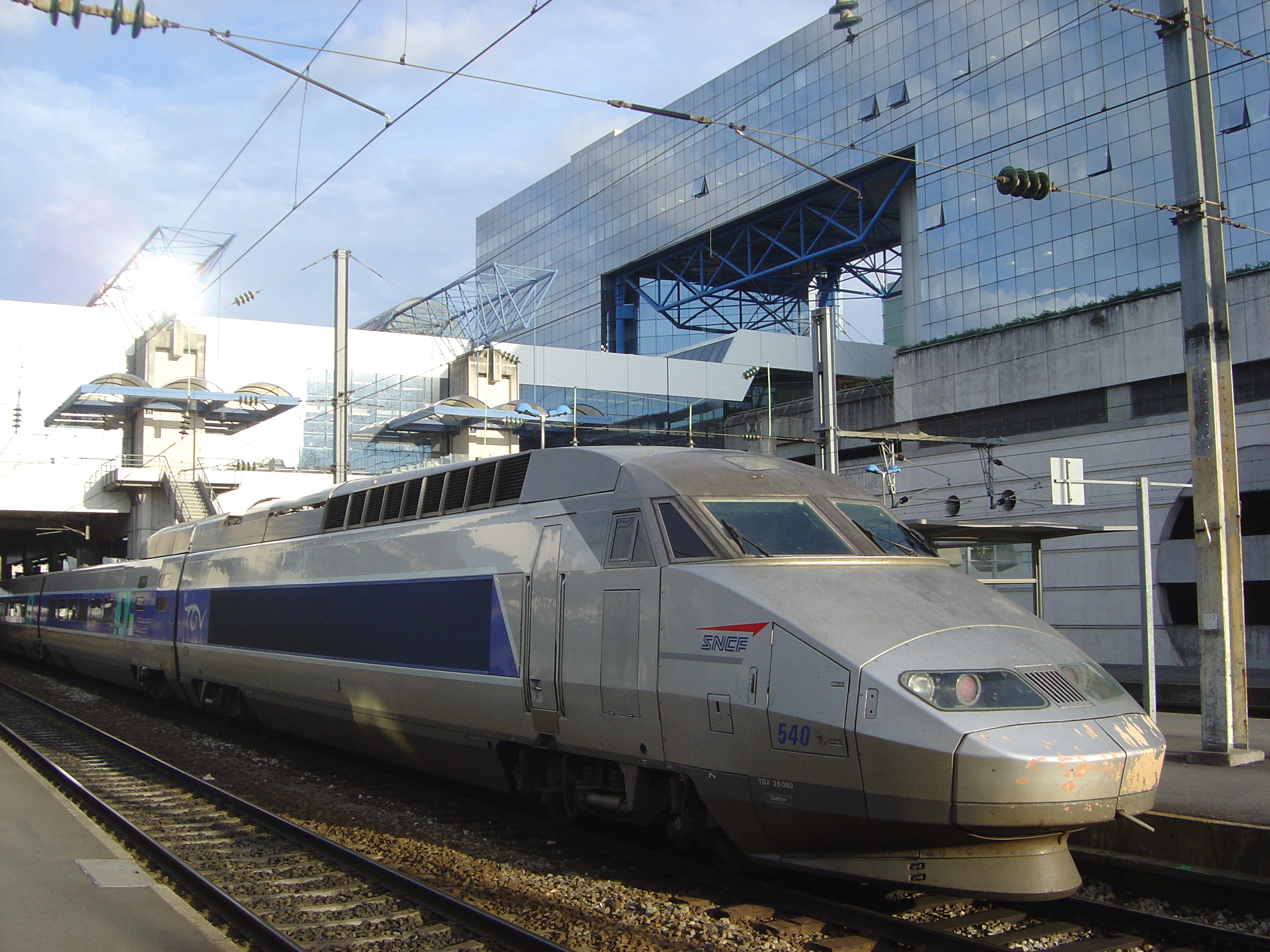
TGV Atlantique en gare de Rennes

La liste des gares de Bretagne, est une liste des gares ferroviaires, haltes ou arrêts, situées dans la région Bretagne. 
Liste actuellement non exhaustive :

## Gares ferroviaires des lignes du réseau national

### Gares ouvertes au trafic voyageurs
- Gare d'Auray
- Gare de Bannalec
- Gare de Belle-Isle - Bégard
- Gare de Belz - Ploemel
- Gare de Beslé
- Gare de Betton
- Gare de Bonnemain
- Gare de Brandérion
- Gare de Brélidy - Plouëc
- Gare de Brest
- Gare de Breteil
- Gare de Broons
- Gare de Bruz
- Gare de Callac
- Gare de Carhaix
- Gare de Carnoët - Locarn
- Gare de Caulnes
- Gare de Cesson-Sévigné
- Gare de Châteaubourg
- Gare de Châteaulin-Embranchement
- Gare de Châtelaudren - Plouagat
- Gare de Chevaigné
- Gare de Coat-Guégan
- Gare de Combourg
- Gare de Corps-Nuds
- Gare de Corseul - Languenan
- Gare de Dinan
- Gare de Dingé
- Gare de Dirinon - Loperhet
- Gare de Dol-de-Bretagne
- Gare de Fougeray - Langon
- Halte de Frynaudour
- Gare de Gestel
- Halte de Gourland
- Gare de Guichen - Bourg-des-Comptes
- Gare de Guimiliau
- Gare de Guingamp
- Gare d'Hennebont
- Halte de L'Isthme
- Gare de Janzé
- Gare de Ker Lann
- Gare de Kerhuon
- Gare de La Brohinière
- Gare de La Forest
- Gare de La Fresnais
- Gare de La Gouesnière - Cancale - Saint-Méloir-des-Ondes
- Gare de La Hisse
- Gare de La Méaugon
- Gare de Rennes-La Poterie
- Gare de La Roche-Maurice
- Gare de Laillé
- Gare de Lamballe
- Gare de Lancerf
- Gare de Landaul - Mendon
- Gare de Landébia
- Gare de Landerneau
- Gare de Landévant
- Gare de Landivisiau
- Gare de Lannion
- Gare du Pénity
- Gare du Theil-de-Bretagne
- Gare des Lacs
- Gare des Mais
- Halte des Sables-Blancs
- Gare de L'Hermitage - Mordelles
- Gare de Lorient
- Gare de Loudéac
- Gare de Malansac
- Gare de Martigné-Ferchaud
- Gare de Messac-Guipry
- Gare de Miniac
- Gare de Montauban-de-Bretagne
- Gare de Montfort-sur-Meu
- Gare de Montreuil-sur-Ille
- Gare de Morlaix
- Gare de Moustéru
- Gare de Noyal - Acigné
- Gare de Paimpol
- Gare de Penthièvre
- Gare de Plancoët
- Gare de Pléchâtel
- Gare de Plénée-Jugon
- Gare de Plerguer
- Gare de Plestan
- Gare de Pleudihen
- Gare de Pleyber-Christ
- Gare de Plouaret-Trégor
- Gare de Plougonver
- Gare de Plouharnel - Carnac
- Gare de Plouigneau
- Gare de Plounérin
- Gare de Plouvara - Plerneuf
- Gare de Pont-de-Buis
- Gare de Pont-Melvez
- Halte de Pontchaillou
- Gare de Pontivy
- Gare de Pontrieux
- Halte de Pontrieux
- Gare de Quédillac
- Gare de Questembert
- Gare de Quiberon
- Gare de Quimper
- Gare de Quimperlé
- Gare de Redon
- Gare de Rennes
- Gare de Retiers
- Gare de Rosporden
- Gare de Servon
- Gare de Saint-Armel
- Gare de Saint-Germain-sur-Ille
- Gare de Saint-Jacques-de-la-Lande
- Gare de Saint-Malo
- Gare de Saint-Médard-sur-Ille
- Gare de Saint-Pierre-Quiberon
- Gare de Saint-Pol-de-Léon
- Gare de Saint-Senoux - Pléchâtel
- Gare de Saint-Thégonnec
- Gare Sainte-Anne (Morbihan)
- Halte de Traou-Nez
- Gare de Trégonneau - Squiffiec
- Gare de Vannes
- Gare de Vern
- Gare de Vitré
- Gare d'Yffiniac

### Gares fermées au trafic voyageurs: situées sur une ligne en service
- Gare de Baud
- Gare de Daoulas
- Gare d'Elven
- Gare de Gaël
- Gare de Kerauzern
- Gare de Lambel - Camors
- Gare de Mauron
- Gare de Pluvigner
- Gare du Rody
- Gare de Saint-Jacut
- Gare de Saint-Méen
- Gare de Saint-Nicolas-des-Eaux
- Gare de Saint-Rivalain
- Gare de Saint-Yvi
- Gare de La Vraie-Croix

### Gares fermées au trafic voyageurs: situées sur une ligne fermée
- Gare d'Augan
- Gare de Concarneau
- Gare de Douarnenez - Tréboul
- Gare de Fougères
- Gare de Henvic - Carantec
- Gare de La Boissière
- Gare de Loyat
- Gare de Malestroit
- Gare de Néant - Bois-de-la-Roche
- Gare de Pleucadeuc
- Gare de Ploërmel
- Gare de Plouénan
- Gare de Roc-Saint-André - La Chapelle
- Gare de Roscoff
- Gare de Taulé - Henvic

## Gares fermées réseau à voie étroite

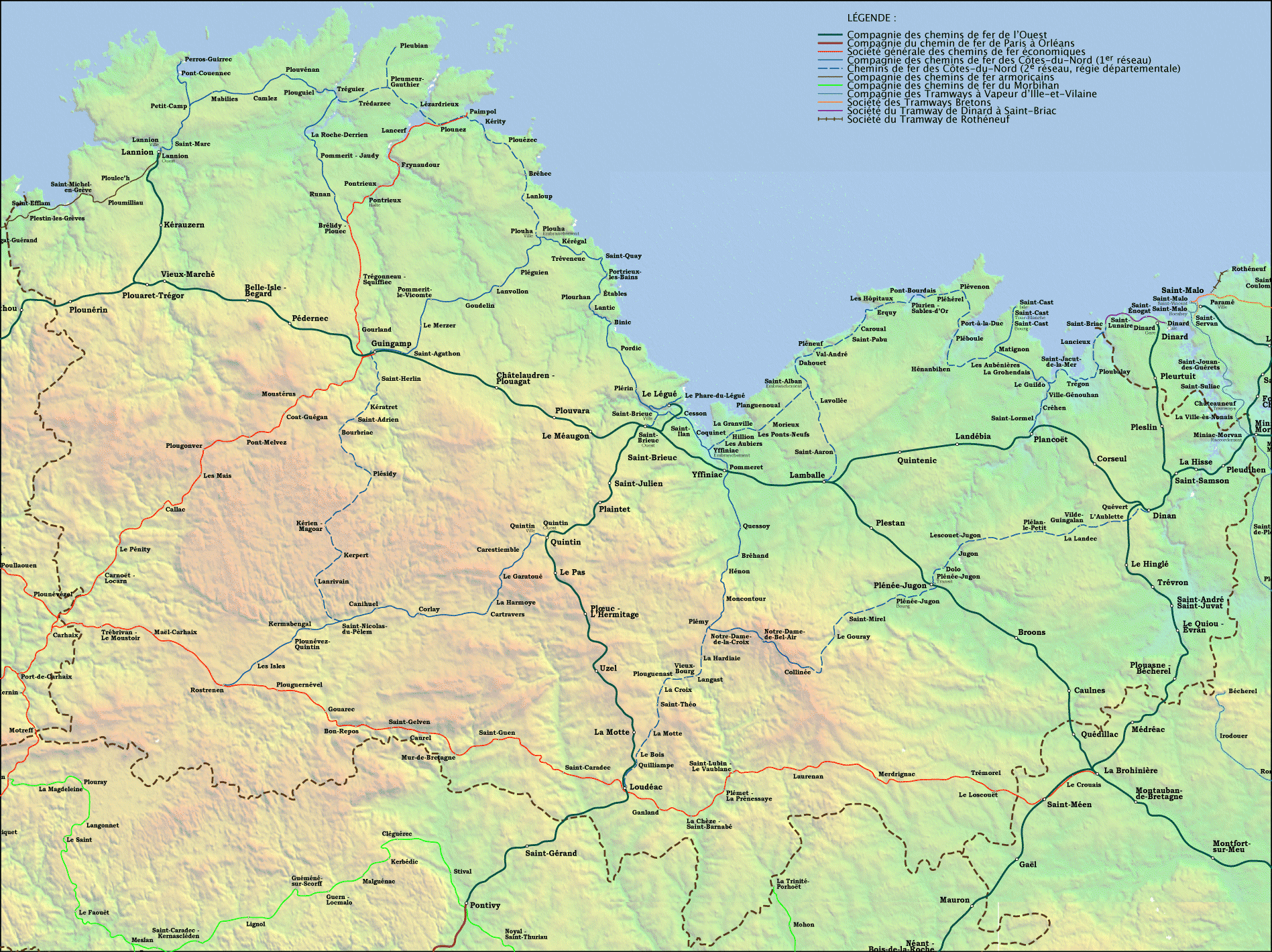
Plan du réseau des Côtes d'Armor

### Lignes du réseau desChemins de fer du Morbihan

#### Locminé à La Trinité-Porhoët

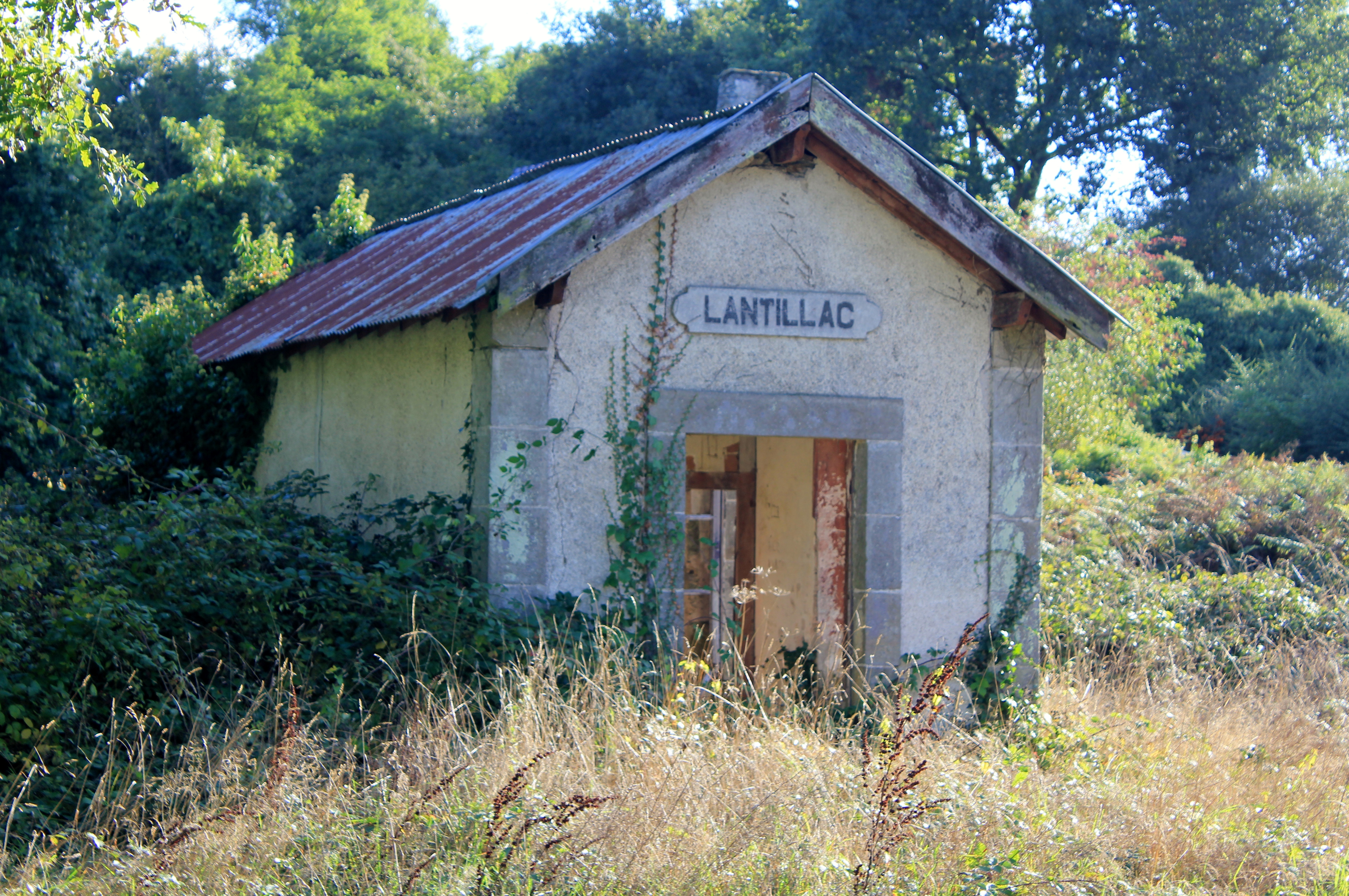
Gare de Lantillac

- Tronçon de Locminé à Ploërmel (CM), 47 km ouvert en 1902, fermé en 1939[1] : Gare de Locminé ; Arrêt de Beaulieu ; Gare de Moréac ; Arrêt de Bourgneuf ; Gare de Moulin-Gillet ; Gare de Réguigny ; Gare de Radenac-Pleugriffet ; Gare de Lantillac ; Gare de Josselin ; Arrêt de Cahéran ; Gare de Guillac ; Gare de Ploërmel (CM)
- Tronçon de Ploërmel (CM) à La Trinité-Porhoët, 26 km ouvert en 1915, fermé en 1939[1] : Gare de Ploërmel (CM) ; Gare de Taupont ; Gare de Hélean ; Gare de Saint-Malo-des-trois-fontaines ; Gare de Mohon ; Gare de La Trinité-Porhoët

#### Locminé à Plouay
- 43 km ouverte en 1902, fermé en 1947[1] : Gare de Locminé ; Gare de Plumelin ; Gare de La-Chapelle-Neuve ; Gare de Baud (CM) ; Gare de Pont-Augan ; Gare de Lanvaudan ; Gare de Plouay

#### Locminé à La Roche-Bernard
- Tronçon de Locminé à Vannes (CM), 33 km ouvert en 1902, fermé en 1947[1] : Gare de Locminé ; Arrêt de Les-Fontaines ; Gare de Colpo ; Gare de Locqueltas-Plaudren ; Gare du Camp de Meucon ; Arrêt de Tréhonte-Meucon ; Gare de Lesvellec ; Gare de Vannes (CM)
- Tronçon de Vannes (CM) à Surzur, 16 km ouvert en 1903, fermé en 1948[1] : Gare de Vannes (CM) ; Gare de Theix ; Gare de Surzur
- Tronçon de Surzur à La Roche-Bernard-Rive-Droite, 26 km ouvert en 1903, fermé en 1948[1] : Gare de Surzur ; Gare d'Ambon ; Arrêt de kerdous ; Gare de Muzillac ; Arrêt de Séréac ; Gare de Diston-Arzal ; Gare de Marzan ; Gare de La Roche-Bernard-Rive-Droite
- Tronçon de La Roche-Bernard-Rive-Droite à La Roche-Bernard, 1 km ouvert en 1912, fermé en 1944[1] : Gare de La Roche-Bernard

#### Lorient-Ville à Gourin
74 km.
- Tronçon de Lorient-Ville à Plouay, 25 km ouvert en 1902, fermé en 1947[1] : Gare de Lorient-Ville ; Gare de Keryado ; Gare de Queven ; Gare de Pont-Scorff ; Gare de Cléguer ; Arrêt de Nivino ; Gare de Plouay
- Tronçon de Plouay à Gourin, 49 km ouvert en 1906, fermé en 1947[1] : Gare de Plouay ; Gare de Poulhibel-Berné ; Gare de Meslan ; Gare de Le Faouët ; Arrêt de Stang Hingan ; Gare de Le Saint ; Gare de Langonnet ; Gare de Plouray ; Gare de Gourin

#### Pontivy (PM) à Moulin-Gilet
- 19 km, ouverte en 1905, fermé en 1939[1] :Gare de Pontivy (PM) ; Gare de Noyal-Saint Thuriau ; Gare de Moustoir-Remungol ; Gare de Naizin ; Gare de Moulin-Gilet

#### Pontivy (PM) à Meslan
68 km.
- Tronçon de Pontivy à Guémené, 46 km ouvert en 1905, fermé en 1939[1] : Gare de Pontivy (PM) ; Gare de Stival ; Arrêt de Kerberno ; Gare de Cléguérec ; Gare de Kerbédic ; Gare de Malguénac ; Gare de Guern-Locmalo ; Gare de Guéméné sur Scorff
- Tronçon de Guémené à Meslan, 22 km ouvert en 1906, fermé en 1947[1] : Gare de Guéméné sur Scorff ; Gare de Lignol ; Arrêt de Kervern ; Gare de Saint-Caradec-Kernascléden ; Gare de Berné ; Gare de Meslan

#### Surzur à Port-Navalo
- 30 km, ouverte en 1910, fermé en 1947[1] : Gare de Saint-Armel ; Gare de Saint-Colombier ; Arrêt de Suscinio ; Gare de Sarzeau ; Gare de Saint-Gildas ; Gare de Le Net ; Gare de Tumiac ; Gare d'Arzon ; Gare de Port-Navalo

#### Port-Louis à Baud (CM)
35 km.
- Tronçon de Port-Louis à Hennebont-Ville, 23 km ouvert en 1921, fermé en 1934[1] : Gare de Port-Louis ; Gare de Riantec ; Gare de Plouhinec ; Gare de Merlevenez ; Gare de Kervignac ; Gare d'Hennebont-Ville
- Tronçon de Hennebont-Ville à Lochrist, 4 km ouvert en 1921, fermé en 1939[1] : Gare d'Hennebont-Ville ; Gare de Lochrist
- Tronçon de Lochrist à Baud-Échange, 18 km ouvert en 1921, fermé en 1939[1] : Gare de Lochrist ; Arrêt de Kerblayo ; Gare de Languidic ; Arrêt de Saint-Nicolas ; Gare de Baud-Échange

#### Hennebont-Ville à Hennebont-Échange
- 2 km ouvert en 1923, fermé en 1939[1] : Gare d'Hennebont-Ville ; Gare d'Hennebont-Échange

#### Lorient-Ville à Lorient-Port
- 2 km ouvert en 1907, fermé en 1947[1] : Gare de Lorient-Ville ; Gare de Lorient-Port

#### La Trinité-sur-Mer à Étel
- 24 km ouvert en 1901, fermé en 1934[1] : Gare de La-Trinité ; Gare de Carnac ; Gare de Plouharnel ; Gare d'Erdeven ; Gare d'Étel